# سمانتا (مسلسل)
سمانتا مسلسل فنزويلي انتج سنة 1998 من طرف الشركة الفنزويلية. يتكون المسلسل من 120 حلقة عرض في الشرق الأوسط حصريا على قناة 2M سنة 2004.

## القصة
سامنتا فتاة جميلة تعيش وتعمل في مزرعة السيد بالديمار رينكون. في أحد الأيام وبينما كانت تبحث عن حصانها في الحقول، ترى سامنتا طائرة صغيرة تتحطم فتسرع إلى مكان وقوع الحادث وهناك تجد لويس ألبيرتو أرانغورن جريحا ولكن غير فاقد للوعي تماما.
كنتيجة للصدمة يعاني لويس ألبيرتو من فقدان الذاكرة المؤقت مما يمنعه من كشف هويته الحقيقية لسامنتا وللسيد رينكون وابنته رايسا. فيحسبونه مجرد موظف في مؤسسة أرانغورن دون أن يشتبهوا أنه مالك المؤسسة. فتهتم سامنتا كثيرا لحاله فتخصص كل وقتها لرعايته. وهناك تبدأ قصة حب بين الشخصين اللذان يجهلان كل شيء عن بعضهما البعض.
عند عودته إلى أهله وذويه، يستعيد لويس ألبيرتو ذاكرته وبالتالي ينسى كل ما حدث له، بما في ذلك حبه لسامنتا. يعود إلى منزله فيعلم أن زوجته قد استسلمت للمرض بعد خمس سنوات من المعاناة. لكنه يكتشف مع مرور الوقت أنها قتلت على يد أعز صديقاتها بيتسايدا المستعدة لكل شيء من أجل الظفر بقلب وحب لويس ألبيرتو.
لكن عندما يتذكر لويس ألبيرتو فجأة الأيام التي قضاها في المزرعة، يتذكر حبه لسامنتا فيقرر البحث عنها، فيتم الزواج بينهما. لكن عند العودة إلى كراكاس، ستضطرر لمواجهة ثلاث نساء هدفهن إبعادها عن لويس ألبيرتو: بيتسايدا ورايسا ابنة رينكون وأنابيلا ابنة لويس البيرتو.

## الابطال
- أليسيا ماتشادو -سمانتا
- أليخاندرو مارتينيز -لويس البيرتو
- دانيال ألفارادو -مورو
- خورخي أرافينا

## روابط خارجية
- سمانتا على موقع IMDb (الإنجليزية)
- سمانتا على موقع كينوبويسك (الروسية)
- سمانتا على موقع قاعدة بيانات الفيلم (الإنجليزية)